# 카우마호
카우마 호수(독일어: Caumasee, 로만슈어: Lag la Cauma 또는 Lai da Cauma)는 스위스 그리종주의 플림스 근처에 있는 호수이다. 플림스 암반산사태 퇴적물에 있는 호수 중 하나이다. 호수는 지하 수원에서 공급된다. 표면적은 10.3194ha이다.
호수의 수위는 연중 변화하는 지하수 흐름에 따라 약 4~5m 정도 변하기 때문에 산에서 녹는 눈이 증가하는 4월 말경에 최소에 도달한다. 최고 수준은 7월 중순에 도달하지만, 여름비로 인해 이전에 떨어진 후에도 8월에 정점에 도달할 수 있다. 가장 서쪽의 만은 겨울에 절대 얼지 않으며, 아마도 이 지역에서 최대 물 흐름을 보일 것이다.
호수의 수위가 낮고 물의 양이 적으면 이 지역의 대부분의 호수보다 더 빨리 따뜻해지기 때문에 사람들이 4월에 호수에서 수영을 시작하는 것을 볼 수 있지만, 스위스의 낮은 지역에서도 더 큰 호수는 오히려 남아 있다. 시원한. 여름의 수온은 평균 섭씨 21도, 최고 섭씨 24도이다.
호수는 알프스에서 가장 큰 선사 시대 암석의 농업적으로 쓸모없는 잔해 지역에 남아 있도록 허용된 거대한 숲에 있으며 1988년에 개조된 1939년에 건설된 푸니쿨라를 이용하여 보도(휠체어 접근 가능)로만 도달할 수 있다. 원래 트랙에서 (5월에서 10월까지만 실행). 시내 가장자리에서 푸니쿨라까지는 도보로 약 10분이 소요된다.

## 유동계
카우마호에서 450미터 정도 떨어진 곳에 Lag Tuleritg라고 하는 또 다른 호수가 있다. 이 호수는 카우마호와 거의 같은 수면을 가지고 있지만, 18m 정도 수위가 더 높다. 이 호수는 가을에 완전히 말라 비어 있고, 길이가 약 800m, 표고차 약 100m를 덮는 작은 강으로 채워질 때까지 비어 있다. 그 강은 온도와 산의 눈 녹는 속도에 따라 5월경에 흐르기 시작할 것이다. 그 기원은 또 다른 호수인 Lag Prau Pulté이다. 봄에만 지하수로 공급되며 가을에는 사라지고, 겨울내내 건조한 상태를 유지한다. 추운 봄철에는 눈이 녹으면서 이 호수 유역으로 유입된 물이 다시 사라질 수 있으며 모든 물은 지하 흐름에 남아 있다. 그 기원으로 인해 두 호수의 물은 가을에 수위가 낮아지기 시작할 때까지 여름 내내 회색이다. Lag Prau Pulte에서는 공기가 지하에서 밀려나면서 발생하는 또 다른 특수 효과를 볼 수 있다. 이로 인해 호수가 회색으로 유지될 뿐만 아니라 거품이 자주 발생하여 표면에서 다른 색상을 볼 수 있다.
엔지니어가 지하수 흐름을 암석에 봉인하는 대신 터널 밖으로 분당 약 800리터의 흐름을 전환하기로 결정했을 때 플림스 우회 터널을 건설하자 유동계가 심각하게 공격받았다. 매년 물이 채워지는 도로 근처의 다른 기존 유역이 도로 건설 중에 매립되면서 추가 변화가 발생했다. 2011년부터 지하 시스템의 물 손실을 보상하기 위해 Lag Prau Pulte에서 Lag Tuleritg까지 이어지는 강으로 터널 근처에서 추가 물이 공급되고 있다.
네 번째 호수인 크레스타호(Crestasee)도 지하수로 공급되지만, 일년내내 일정한 수준을 유지한다.

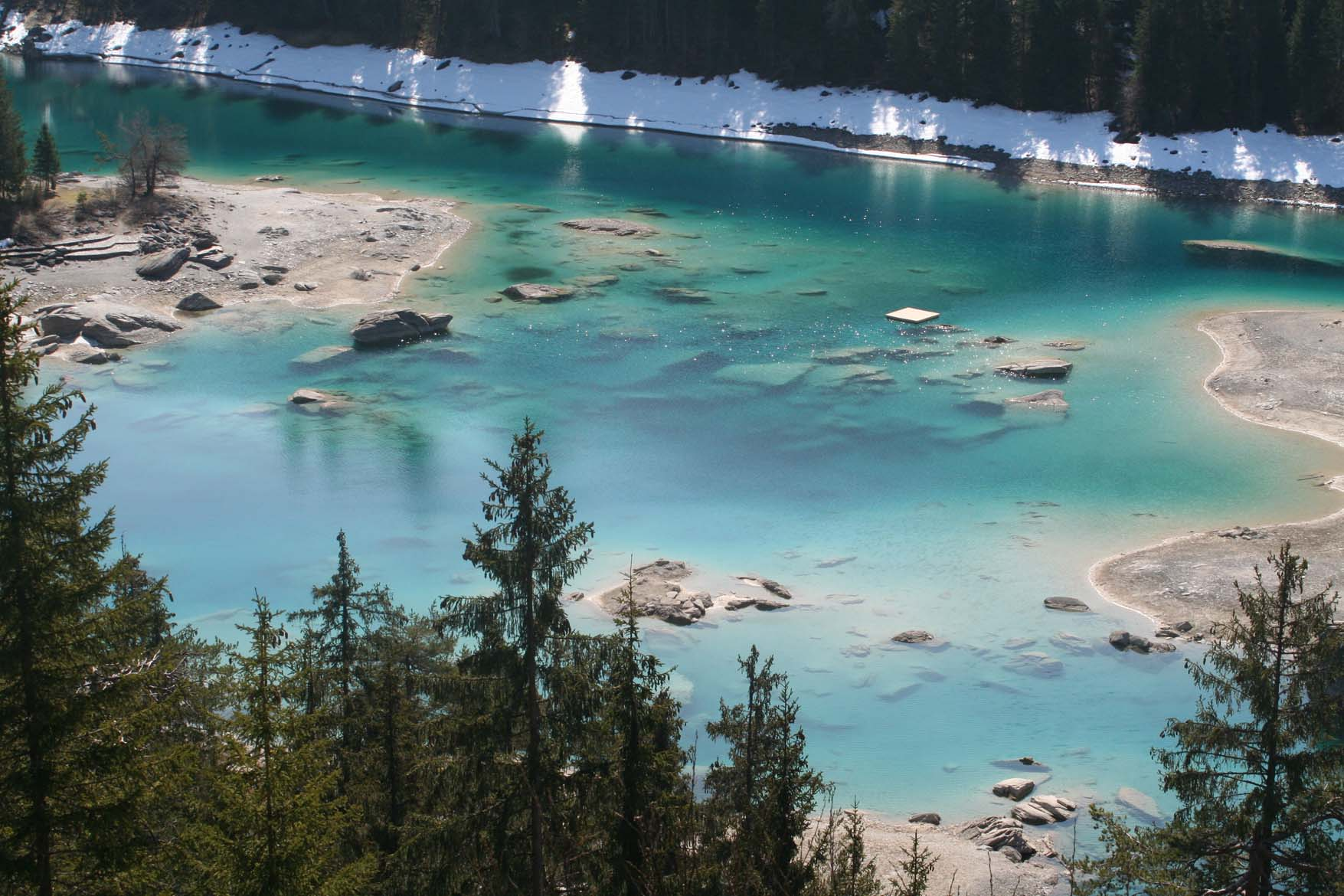
2007년 4월 호수의 낮은 수위
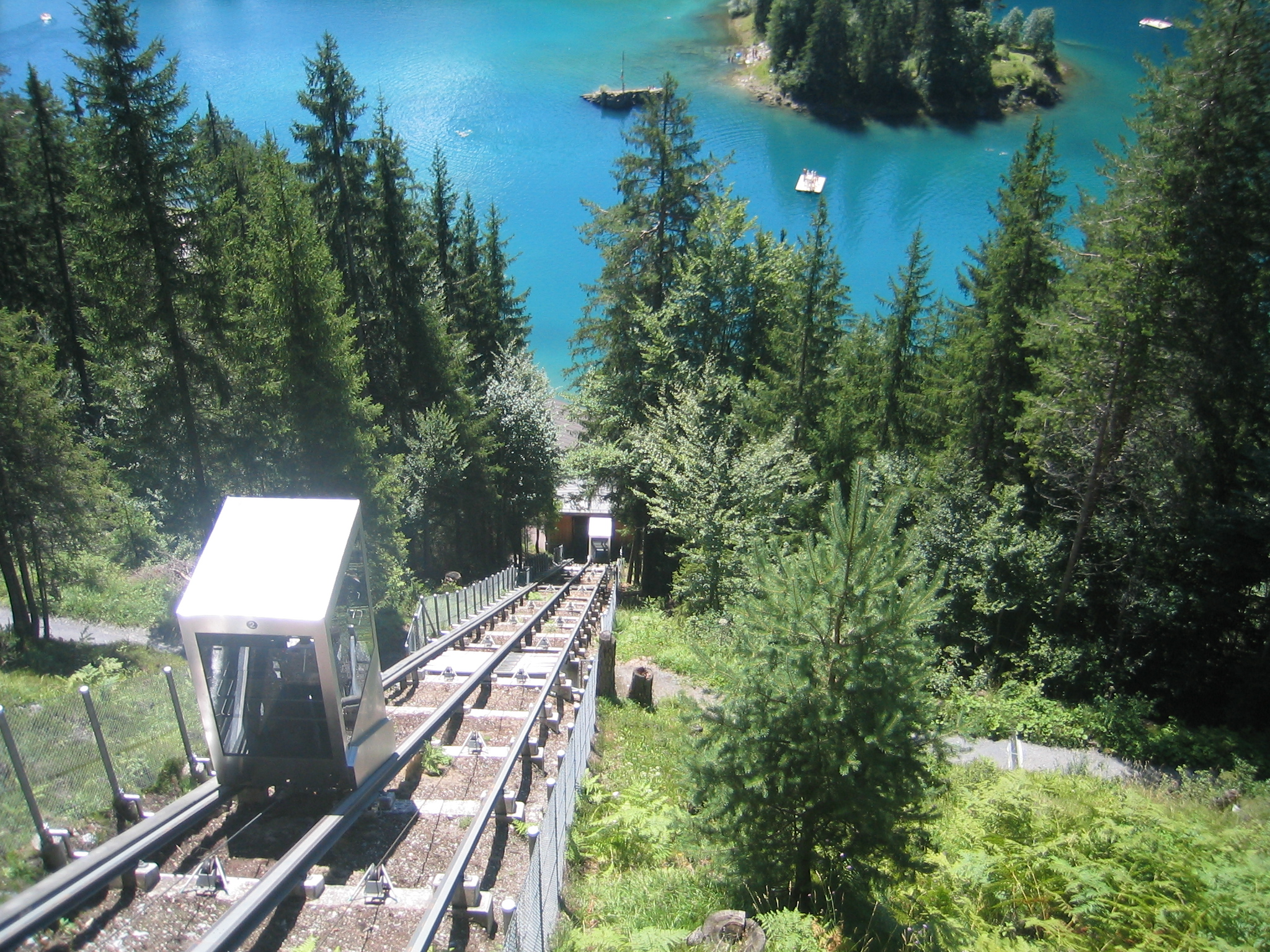
플림스에서 온 강삭철도
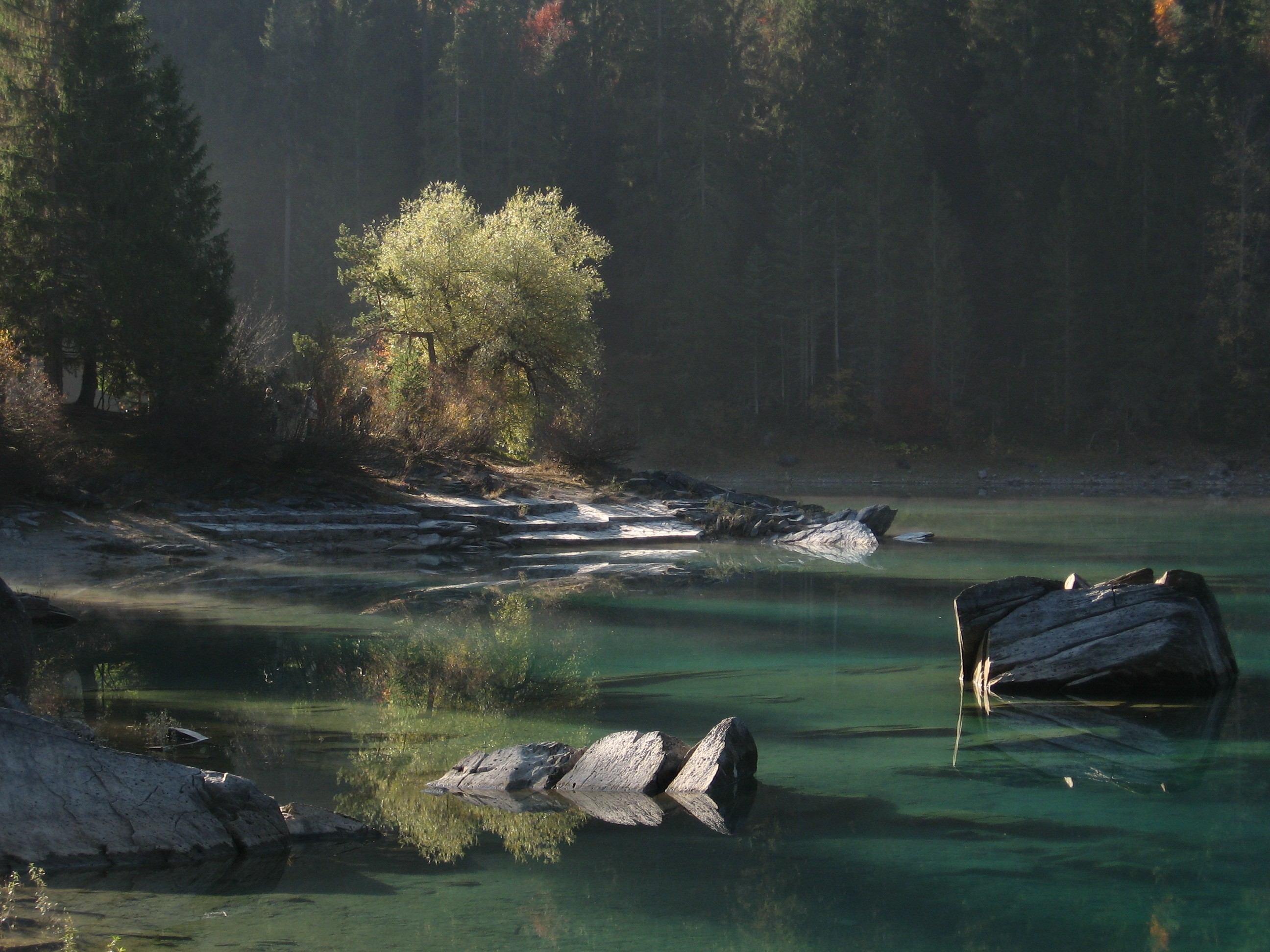
카우마호, 동쪽만, 8월
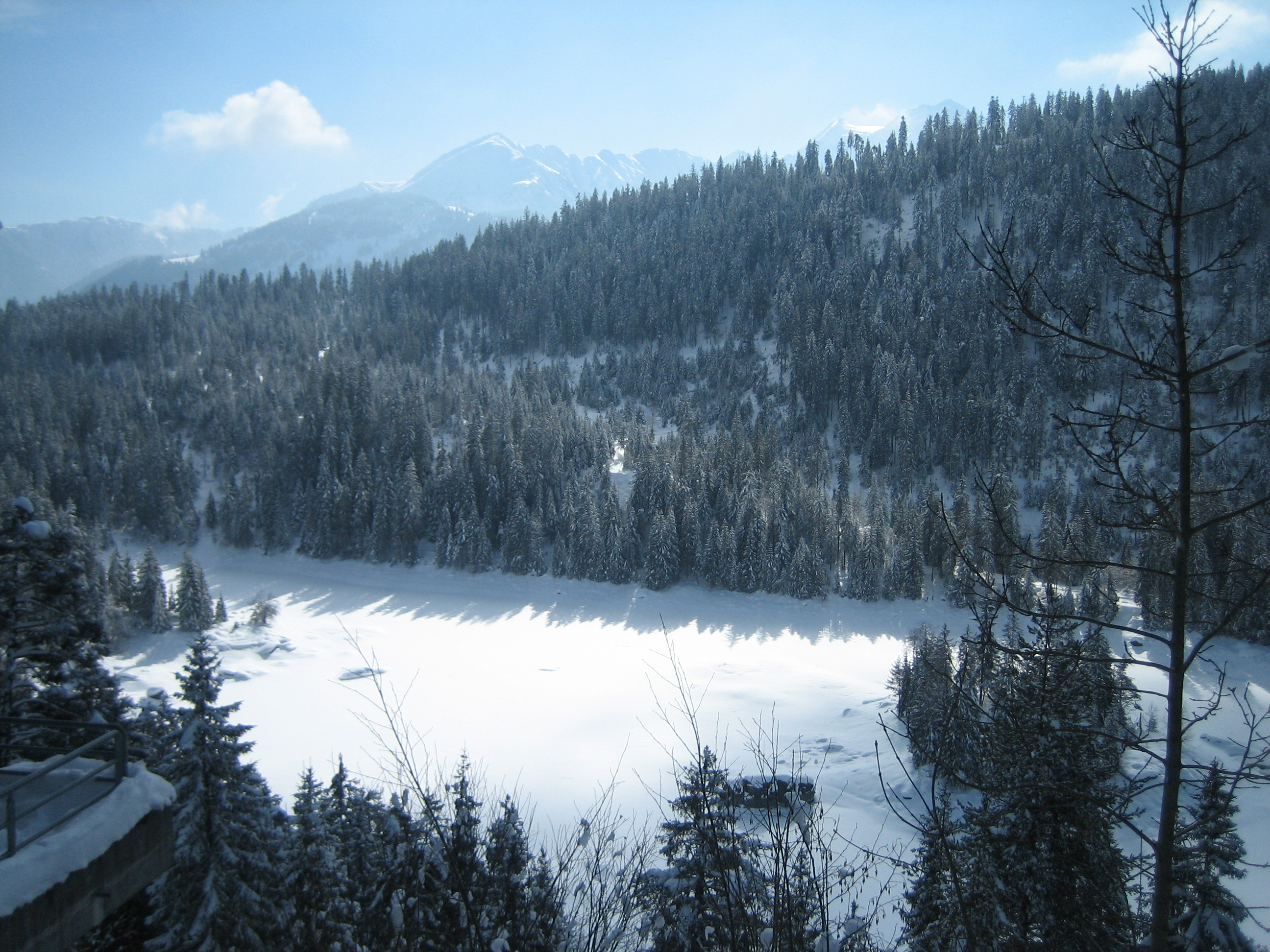
2월의 동결 호수